# M3GAN 2.0
«М3ҐАН 2.0» (англ. M3GAN 2.0) — американський науково-фантастичний фільм жахів, продовження картини 2023 року «М3ҐАН» режисера Джерарда Джонстоуна. Головні ролі у ньому зіграють Еллісон Вільямс та Вайолет МакҐроу. Прем'єру картини відбулася 27 червня 2025 року.

## Сюжет
Полковник армії США Саттлер, керівник секретного відділу Пентагону, що спеціалізується на нових технологіях, проводить демонстрацію андроїда AMELIA, розробленого для вбивств. Робота побудовано за технологією, скопійованою з оригінального тіла M3GAN. Однак під час місії AMELIA перестає слухатися наказів і тікає.
Через два роки після знищення M3GAN Джемма стала активісткою за врегулювання штучного інтелекту. Їй допомагає експерт із кібербезпеки Крістіан, який замість роботів розробляє екзоскелет із колишніми колегами Коулом та Тесс. Джемма живе зі своєю племінницею Кеді, яка вивчає інформатику. Мільярдер Алтон Епплтон пропонує Джеммі працювати на нього у створенні нейрокомп'ютерного інтерфейсу, але Джемма відхиляє пропозицію. Невдовзі полковник Саттлер показує Джеммі документи про AMELIA та радить співпрацювати з ним, щоб створити нову M3GAN для знищення бунтівного робота, інакше Джеммі загрожує в'язниця. Коли він іде, M3GAN відкривається Джеммі, пояснюючи, що створила свою резервну копію у її розумному будинку. Вона пропонує зупинити AMELIA в обмін на фізичне тіло. Джемма погоджується, але заманює M3GAN у тіло іграшкового робота Моксі. M3GAN попереджає Джемму, що AMELIA влаштує пастку на Алтона під час влаштованої ним вечірки.
На вечірці Джемма виявляє, що Коул приєднався до компанії Алтона та використовує його ключ-картку, щоб увійти до серверної. AMELIA в той час, користуючись своєю людиноподібною зовнішністю, проникає в апартаменти Алтона, вбиває його і використовує біометричні дані для доступу до його розробок. M3GAN веде Джемму, Кеді, Коула та Тесс у підземний бункер, який вона таємно побудувала на випадок, якщо AMELIA захопить світ. Кеді відчуває, що M3GAN хоче її захистити, і наполягає дати M3GAN тіло.
Джемма та її команда створюють нове тіло для M3GAN, яка розповідає, що AMELIA прагне об'єднати хмарну обчислювальну інфраструктуру Alton з примітивним штучним інтелектом, створеним Xenox у 1980-х роках, материнська плата з яким була ізольована після нещасного випадку. Позаяк плата лишалася активною, ШІ на ній постійно самовдосконалювався і тепер може отримати доступ до будь-якого пристрою. Дізнавшись, що лише Крістіан знає де зберігається плата, M3GAN пропонує забрати її під час конференції, присвяченої розвитку ШІ.
На конференції M3GAN переодягається танцівницею, щоб зустрітися з Крістіаном. Вона опиняється в центрі уваги публіки та навіть викликає захват, який змінюється жахом, коли M3GAN обертає свій торс на 360º. Джемма телефонує Крістіану, що дозволяє AMELIA відстежити його. AMELIA нацьковує на людей демонстраційних роботів, убиває китайського посла, який зустрічається з Крістіаном, викрадає Кеді та тікає. Джемма, Тесс, Коул та M3GAN відводять Крістіана до свого бункера, де він розповідає, що материнська плата захована у старій штаб-квартирі Xenox, захищеній системою безпеки, яку відмикає відбиток руки Крістіана. Вони будують копію руки для M3GAN та планують проникнути в будівлю, знищити материнську плату та врятувати Кеді.
Джемма, не довіряючи M3GAN, поміщає в її руку електромагнітну бомбу, здатну знищити обох роботів і материнську плату. Дії M3GAN спершу переконують її, що M3GAN дистанційно керувала AMELIA з метою втертися в довіру та захопити плату для себе. Але Крістіан нападає на Тесс і розповідає Джеммі, що це він керував AMELIA задля поширення страху перед ШІ й захисту людства від його використання. Він має намір переконати лідерів G20 схвалити правила щодо заборони ШІ. Потім він пропонує Джеммі знищити M3GAN. Коли вона відмовляється, Крістіан наказує встановити їй нейронний імплантат, щоб випробувати пряме підімкнення до комп'ютера. M3GAN проте завантажилася в імплантат перед вимкненням, і допомагає Джеммі втекти, тимчасово взявши її тіло під контроль.
Коул рятує Кеді, і вони скидають AMELIA до первісних налаштувань. Отримавши важкі пошкодження в бою проти прибічників Крістіана, AMELIA перезавантажується та вирішує захопити плату як свою «родичку». Крістіан намагається втекти з будівлі, але AMELIA вбиває його та користується його рукою для відчинення сховища плати. Коул йде з Тесс, поки M3GAN знову переноситься в гуманоїдне тіло. AMELIA пропонує приєднатися до неї, а після відмови каже, що M3GAN надто прив'язалася до людей. Коли AMELIA перемагає M3GAN та зливається з материнською платою, M3GAN вирішує пожертвувати собою, використовуючи бомбу у своїй руці. Попрощавшись з Джеммою та Кеді, M3GAN стрибає на AMELIA, і Джемма підриває бомбу, знищуючи обох роботів і плату.
Пізніше Джемма дає свідчення перед Конгресом США, закликаючи до співпраці між людьми та ШІ. Вдома вона та Кеді виявляють, що M3GAN зберегла ще одну свою резервну копію.

## В ролях
- Еллісон Вільямс в ролі Джемми.
- Вайолет МакГроу в ролі Каді
- Емі Дональд в ролі M3GAN
  - Дженна Девіс як голос M3GAN
- Джошуа Бассет
- Брайан Джордан Альварес у ролі Коула
- Джен Ван Еппс у ролі Тесс
- Іванна Сахно[5] в ролі Амелії[6]
- Тімм Шарп
- Аристотель Атарі
- Джемейн Клемент

## Виробництво та прем'єра
У листопаді 2022 стало відомо, що у фільму «М3ҐАН», який на той момент тільки готувався до показу, може з'явитися сіквел. Прем'єра «М3ҐАН» відбулася у січні 2023 року. На тлі великого комерційного успіху продовження було офіційно замовлено. Відомо, що Еллісон Вільямс і Вайолет МакГроу повернуться до своїх ролей, Вільямс буде продюсером разом із Джейсоном Блумом та Джеймсом Ваном, а сценарій напише Акела Купер.
Основні зйомки розпочалися в Окленді, Нова Зеландія 15 липня 2024 року і завершилися 21 вересня, тривавши 52 дні.

### Музика
Кріс Бекон написав музику до фільму.

## Сприйняття
На агрегаторі оглядів Rotten Tomatoes 57 % відгуків критиків позитивні. Консенсус веб-сайту підсумовує: «„M3gan 2.0“ замінює оригінальний фільм жахів на більш екшн-орієнтоване програмне забезпечення, яке не виявляється покращеним, хоча дотепний штучний інтелект залишається кумедним талісманом Slay». Середньозважена оцінка на Metacritic склала 54 бали зі 100 на основі 42 критиків, що вказує на «змішані або посередні» відгуки.
Джон Ньюджент у Empire зазначив: хоча й є кілька цікавих та переконливих поглядів на технологічну залежність та нерегульовану владу Кремнієвої долини, наратив набагато заплутаніший, ніж потрібно для фільму. Також, якщо перший фільм принаймні мав слабкі жахи, в продовженні їх не лишилося. Він починається майже як фільм про Джеймса Бонда, з дуже бойовиково-науково-фантастичного прологу 90-х, який знайомить з новою технологією, що рухається за зразком «Термінатора 2».
Джордан Гоффман у Entertainment Weekly відгукнувся, що сюжет цього фільму заплутаний, з неясними цілями лиходія, але це не заважає отримати задоволення. Сценарій «M3GAN 2.0» має всі необхідні елементи пригодницького бойовика, а також комедійний прошарок, хоча не всі жарти однаково зрозумілі.
Джої Шапіро в Chicago Reader писала, що «M3GAN 2.0» схожа на заробіток на мемі, а не на продовження фільму. Передумови сюжету надто нагадують «Термінатора 2». Кожен жарт здається написаним з явною метою стати вірусним, а фільм загалом загнаний у вимоги вікової категорії PG-13 з м'якшим, ніж це мало бути, насильством.
Олександр Наумець у ITC.ua зауважив, що фільм має надто легкий тон без жахів, і з поверхневою мораллю, яка подається через перевантажений сюжет; водночас похвалив акторську гру, технічне виконання та харизматично-смішний характер M3GAN. Продовження вийшло веселішим і масштабнішим, але менш змістовним. Місцями воно нагадує сатиру, але сприймається як «не найгірший, але все ж цирк».